# Fundata
Fundata est une commune roumaine du județ de Brașov, dans la région historique de Transylvanie. Elle est composée des trois villages suivants :
- Fundata, siège de la commune
- Fundățica
- Șirnea

## Localisation
Fundata est située dans la partie sud du comté de Brașov (à 46 km du centre-ville de Brașov), au pied des Monts Piatra Craiului.

## Lieux touristiques
- Réserve naturelle « Cheile Zărneștiului - Cheile Vlădușca » (aire protégée avec une superficie de 109,80 ha)
- Parc national Piatra Craiului avec une superficie de 14 733 ha